# Carbonat d'amoni

Estructura

El carbonat d'amoni és una sal amb la fórmula química (NH₄)₂CO₃. Les mostres comercials etiquetades com a carbonat d'amoni ja no tenen aquest compost, sinó una mescla que té un contingut d'amoni similar. Pel fet que ràpidament es degrada a amoníac gasós i diòxid de carboni quan s'escalfa, es fa servir com agent leudant i també com sal volàtil. va ser el predecessor dels llevats químics actuals.

## Producció
Es produeix carbonat d'amoni pel contacte entre el diòxid de carboni i l'amoníac. l'any 1997 se'n van produir 7000 tones.

### Descomposició
El carbonat d'amoni es descompon a temperatura i pressió ambient per dos sistemes.
El carbonat d'amoni es descompon espontàniament en hidrogencarbonat d'amoni i amoníac:
(NH₄)₂CO₃ → NH₄HCO₃ + NH₃